# ارتفاع (فیلم ۲۰۲۲)
ارتفاع (به هندی: Uunchai) و (به انگلیسی: Altitude) فیلمی محصول سال ۲۰۲۲ و به کارگردانی سورج بارجاتیا است. در این فیلم بازیگرانی همچون آمیتاب باچان، انوپم کهیر، بومان ایرانی، دنی دنزونگپا، پرینیتی چوپرا، نینا گوپتا، ساریکا، نفیسه علی و راجو کهیر ایفای نقش کرده‌اند.